# 알폰소 롬바르디

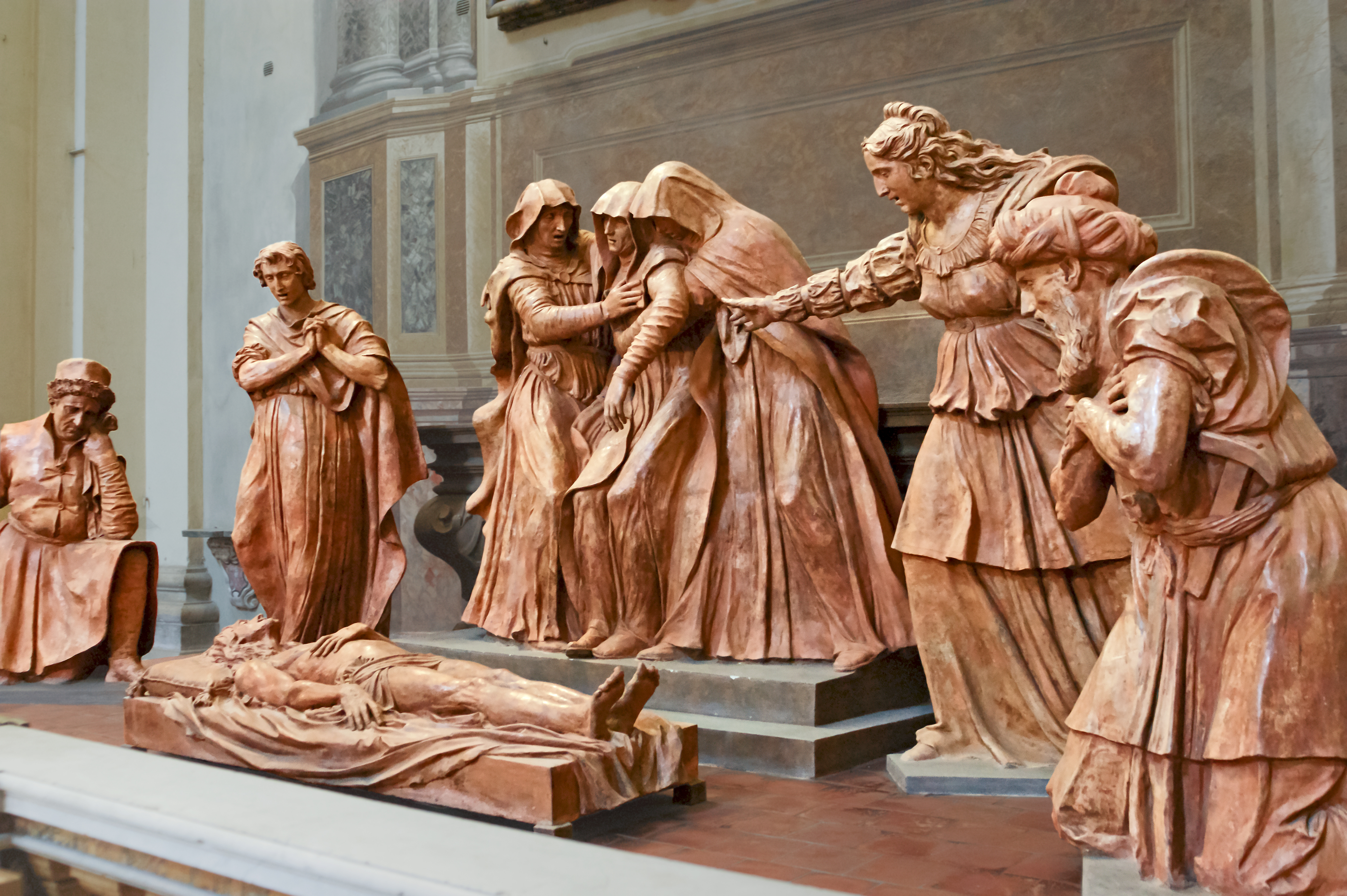
《그리스도의 애도》, 1522~1526년경, 볼로냐 대성당

알폰소 롬바르디(이탈리아어: Alfonso Lombardi, 1497년경~1537년)는 롬바르디 다 루카(Lombardi da Lucca), 알폰소 다 페라라(Alfonso da Ferrara), 알폰소 롬바르도(Alfonso Lombardo)라는 이름으로도 알려진 이탈리아의 조각가이자 메달 조각가이다. 그는 1497년 이탈리아 페라라에서 태어나 1537년 볼로냐에서 사망했다. 그는 볼로냐에서 매우 활발히 활동했으며, 그가 만든 여러 작품은 지금도 이 도시의 주요 교회들에 남아 있다. 조르조 바사리는 자신의 《미술가 열전》에서 롬바르디의 전기를 언급하기도 했다.

## 작품
롬바르디는 고향인 페라라에서 석고와 테라코타를 다루며 예술 수련을 시작했으며, 이 재료들은 그의 생애 전반에 걸쳐 선호하는 매체로 남았다. 그는 페라라 공작 알폰소 1세 데스테의 궁정에서 일하며, 석고나 밀랍으로 조각한 뒤 금속으로 주조한 초상 메달을 제작했다.
그는 스무 살 무렵 볼로냐로 이주했다. 볼로냐의 아쿠르시오궁에는 1519년 7월에 완성된 테라코타 작품 《히드라와 싸우는 헤라클레스》가 있다. 같은 해 12월, 그는 산타 마리아 델라 비타 성소를 위한 대형 조각군 《성모 마리아의 죽음》을 의뢰받았다. 이 작품은 감정이 고조된 포즈의 실물보다 큰 테라코타 인물상 14개로 구성되어 있으며, 1522년경에 완성된 것으로 추정된다.
1522년부터 1526년 사이에 그는 볼로냐에서 테라코타로 된 여러 작품을 제작했다. 《그리스도의 애도》(볼로냐 대성당), 《성 바르톨로메오》(산타 마리아 델라 피오자 성당), 그리고 시의 수호성인 4인의 테라코타 조각상(팔라초 델 포데스타의 아렌고 탑)이 그것이다.

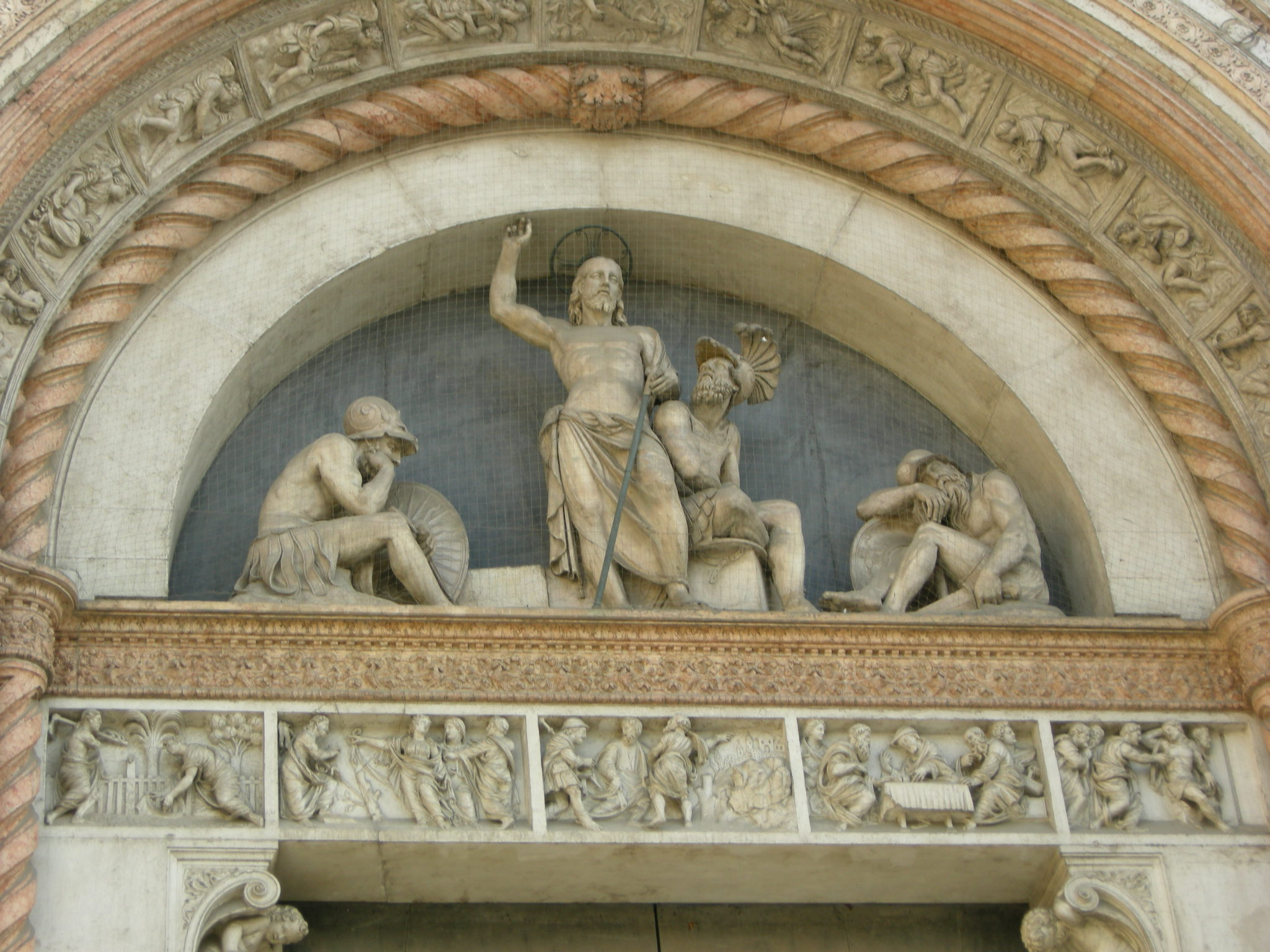
볼로냐 산 페트로니오 대성당 정면의 《부활》 루네트, 1527년경

롬바르디는 또한 산 페트로니오 대성당의 정면을 장식하기 위해 대리석으로 조각도 했다. 여기에는 1527년의 《부활》 루네트와 1526년부터 1532년 사이에 제작된 《수태고지》와 《아담과 이브》를 묘사한 양쪽 문이 포함된다.
볼로냐에서의 성공은 그에게 파엔차와 카스텔 볼로녜세에서도 의뢰를 가져다주었다. 바사리에 따르면, 롬바르디는 교황 클레멘스 7세의 묘비 조각을 의뢰받아 모형을 준비했으나, 이 작업을 약속했던 이폴리토 데 메디치 추기경의 사망으로 인해 완성되지 못했다.

## 참고 문서
- Bessone-Aurelj, A.M., Dizionario degli scultori ed architetti italiani, Genova, Società anonima editrice, D. Alighieri, 1947.
- Vasari, Giorgio, Le Vite delle più eccellenti pittori, scultori, ed architettori, many editions and translations.